# Brežnica
za istoimensko hrvaško reko glej Brežnica (Hrvaška)
Bréžnica je levi pritok Dravinje iz zahodnega dela Dravinjskih goric. Majhen potok izvira v gozdu Grajenka na začetku plitve gozdnate grape, ki kmalu preide v položno dolino z ravnim dnom, v kateri so na potoku štirje manjši ribniki. Ta del doline se imenuje Lisičji graben. Pod vasjo Žabljek se potok obrne iz jugovzhodne smeri proti jugu in teče po razmeroma široki dolini skozi Poljčane in se pod njimi izliva v Dravinjo. Potok se imenuje po vaseh Zgornja in Spodnja Brežnica.
V zgornjem in srednjem toku teče potok po plitvi naravni strugi, obraščeni z obvodnim grmovjem. Med obnovo železniške proge v letih 2017–19 so na nekaj krajših odsekih deloma preuredili tudi strugo potoka. V spodnjem toku skozi Poljčane teče potok po umetni, deloma obzidani strugi tik med hišami.
Dolina je prometno pomembna, saj po njenem dnu pelje dvotirna Južna železnica med Mariborom in Celjem, ki na zgornjem koncu doline skozi nizek usek preide v porečje Ložnice.
Ker ima potok zelo plitvo strugo, majhen strmec in celotno porečje v neprepustnih kamninah, ob močnejših padavinah prestopi bregove in poplavi okoliške travnike, v Poljčanah ogroža tudi več hiš in občasno povzroča težave.
V zgornjem delu doline so štirje ribniki Videž, s katerimi upravlja Ribiška družina Slovenska Bistrica. Spodnja dva sta namenjena športnemu ribolovu, zgornja dva sta gojitvena ribnika; skupna površina ribnikov je ok. 8 ha. Zgornja ribnika sta obstajala že v preteklosti, spodnja so uredili ob gradnji Južne železnice za oskrbo parnih lokomotiv z vodo.
 Ribniki in bližnja okolica so zavarovani kot Krajinski park Žabljek.